# Irma Thomas
Irma Thomas, geboren als Irma Lee (Ponchatoula, 18 februari 1941) is een Amerikaanse zangeres uit New Orleans. Ze staat bekend als de "Soul Queen of New Orleans". Thomas is een tijdgenoot van Aretha Franklin en Etta James, maar heeft nooit het niveau van hun commercieel succes bereikt.
In 2007 won ze een Grammy Award in de categorie Best Contemporary Blues Album voor haar album After the Rain.

## Jeugd
Irma Lee werd geboren in Ponchatoula, een plaats in Louisiana als dochter van Percy Lee, een staalversnipperaar, en Vader Lee, die als dienstmeisje werkte. Als tiener zong ze in een baptistenkerkkoor. Ze deed op 13-jarige leeftijd auditie voor Specialty Records. Tegen de tijd dat ze negentien was, was ze twee keer getrouwd en had ze vier kinderen. Ze behield de achternaam van haar tweede ex-man en werkte als serveerster in New Orleans, waar ze af en toe zong met bandleider Tommy Ridgley, die haar hielp een platencontract binnen te halen bij het lokale Ron-label. Haar eerste single, 'Don't Mess with My Man', werd eind 1959 uitgebracht en bereikte nummer 22 op de Amerikaanse Billboard R&B-hitlijst.

## Biografie
In de jaren 1961 tot 1963 nam Thomas op voor het Minit-label en werkte samen met songwriter en producer Allen Toussaint (onder zijn pseudoniem Naomi Neville) aan nummers als 'Girl Needs Boy', 'It's Raining' en 'Ruler of My Heart', dat later door Otis Redding opnieuw werd uitgebracht als 'Pain in My Heart'. Imperial Records nam Minit in 1963 over en een reeks succesvolle releases volgde. Deze omvatten 'Wish Someone Would Care', haar grootste nationale hit; de B-kant 'Breakaway' was geschreven door Jackie DeShannon en Sharon Sheely (later gecoverd door onder anderen Tracey Ullman).
'Anyone Who Knows What Love Is (Will Understand)' (1964) is mede geschreven door een jonge Randy Newman en de toen nog onbekende countryster Jeannie Seely. Dit nummer heeft hernieuwde waardering gekregen als gevolg van de opname ervan in diverse afleveringen van de sciencefiction-anthologietelevisieserie Black Mirror. Op de B-kant kwam 'Time Is on My Side', een nummer dat in 1963 was opgenomen door jazztrombonist Kai Winding en voornamelijk aandacht kreeg door de versie van de Rolling Stones, die er een top 10-single mee hadden.
Haar eerste vier Imperial-singles kwamen allemaal in de hitparade van Billboard, maar haar latere releases waren minder succesvol. In tegenstelling tot haar tijdgenoten Aretha Franklin, Gladys Knight en Dionne Warwick slaagde ze er nooit in wereldwijd commercieel succes te boeken. Ze nam met enig succes op voor Chess Records in 1967–1968; haar versie van het nummer 'Good to Me' van Otis Redding bereikte de R & B-hitlijst. Daarna verhuisde ze naar Californië, waar ze platen uitbracht op verschillende kleine labels, voordat ze terugkeerde naar Louisiana, waar ze begin jaren tachtig de Lion's Den Club opende.
Na een onderbreking van een aantal jaren waarin geen platen opgenomen werden tekende Thomas bij Rounder Records en verdiende ze in 1991 haar eerste Grammy Award-nominatie voor Live! Simply the Best, een livealbum opgenomen in San Francisco. Vervolgens bracht ze een aantal traditionele gospelalbums uit, samen met meer seculiere opnames. Het album Sing it! met Marcia Ball en Tracy Nelson (1998) werd in 1999 genomineerd voor een Grammy.

## Discografie (Albums)
- 1964: Wish Someone Would Care
- 1966: Take a Look
- 1973: In Between Tears
- 1977: Irma Thomas Live – New Orleans Jazz & Heritage Festival
- 1978: Soul Queen of New Orleans
- 1979: Safe with Me
- 1981: In Between Tears
- 1981: Hip Shakin' Mama
- 1984: Down at Muscle Shoals
- 1986: The New Rules
- 1988: The Way I Feel
- 1991: Live: Simply the Best
- 1992: True Believer
- 1993: Walk Around Heaven: New Orleans Gospel Soul
- 1993: Turn My World Around
- 1997: The Story of My Life
- 1998: Sing It!
- 2000: My Heart's in Memphis: The Songs of Dan Penn
- 2006: After the Rain
- 2008: Simply Grand
- 2014: Full Time Woman – The Lost Cotillion Album

## Prijzen, nominaties en onderscheidingen (selectie)
- 2018: Lifetime Achievement Award for Performance bij de Americana Music Honors & Awards
- 2014: Blues Music Award in de categorie Soul Blues Female Artist
- 2013: Blues Music Award in de categorie Soul Blues Female Artist
- 2009: Grammy Award nominatie in de categorie Best Contemporary Blues Album voor Simply Grand
- 2007: Grammy Award voor Best Contemporary Blues Album voor After the Rain
- 2007: toegevoegd aan de Louisiana Music Hall of Fame
- 1999: Grammy Award nominatie in de categorie Best Contemporary Blues Album  voor Sing It! (Album)
- 1992: Grammy Award nominatie in de categorie Best Contemporary Blues Album  voor Live...Simply The Best